# Olika
Olika – wieś w Słowenii, w gminie miejskiej Koper. 1 stycznia 2018 liczyła 5 mieszkańców.